# ピエール・ラ・パリュ
ピエール・ラ・パリュ（Pierre La Palud、1275年頃 - 1342年）は、フランスの神学者、大司教。

## 生涯
パリュはリヨンのドミニコ会の要請に応じて、パリ大学で神学を学び、1314年に神学の修士と博士の学位を取得した。